# Wout Buitenweg
Wouter Marinus „Wout” Buitenweg (ur. 24 grudnia 1893 w Utrechcie, zm. 10 listopada 1976) – holenderski piłkarz grający na pozycji napastnika. W swojej karierze rozegrał 11 meczów i zdobył 14 goli w reprezentacji Holandii.

## Kariera klubowa
W swojej karierze piłkarskiej Buitenweg grał w klubach UVV Utrecht i Hercules Utrecht.

## Kariera reprezentacyjna
W reprezentacji Holandii Buitenweg zadebiutował 15 listopada 1913 roku w przegranym 1:2 towarzyskim meczu z Anglią, rozegranym w Kingston upon Hull. W 1928 roku był w kadrze Holandii na igrzyska olimpijskie w Amsterdamie. Od 1913 do 1928 roku rozegrał w kadrze narodowej 11 meczów i strzelił w nich 14 bramek.